# 김치우 (바둑 기사)
김치우(金治宇, 1994년 7월 11일 ~ )는 대한민국의 바둑 기사이다.

## 약력
부산 출신으로 장수영 바둑도장에서 박병규 사범에게 지도를 받았다. 2005년 제4회 조남철국수배 전국어린이 바둑선수권대회에 출전하여 최강부에서 김원빈을 이기고 우승했다. 2013년 olleh배 통합예선에 진출했고, 2016년 2월 제137회 일반입단대회를 통해 입단했다.